# Foulques de Bréauté
 (octobre 2016).
 (octobre 2016).
Foulques de Bréauté (mort en 1226) fut un chevalier normand, originaire de Bréauté dans le pays de Caux, occupant d’importantes fonctions à la cour du roi d’Angleterre, épouse Marguerite Fitzgerold (ou Fitzgerald), veuve de Baudouin de Reviers, fils de Guillaume de Reviers, comte de Devon, et s’installe près de Londres. 
Sous l’influence de son occupant, le domaine prend alors le surnom, de Falkes’ Hall (domaine de Foulques). Avec le temps, le nom évoluera en Fauxhall, puis Vauxhall, et restera associé à l’endroit, devenu par l’expansion urbaine, un quartier à part entière de Londres.
Un griffon couronne le cimier des armoiries de Bréauté. Il y est représenté issant, la tête contournée et tenant entre ses griffes une bannière, exactement comme dans le logo du constructeur de voiture Vauxhall.
Foulques reçut le manoir de Luton, dans le Bedfordshire, pour ses services rendus au roi Jean sans Terre. Il mourut en exil en 1226.
| Blason | Blasonnement : D'argent à une quintefeuille de gueules.[réf. nécessaire] |